# Notropis heterolepis
Notropis heterolepis är en fiskart som beskrevs av Eigenmann och Eigenmann, 1893. Notropis heterolepis ingår i släktet Notropis och familjen karpfiskar. Inga underarter finns listade i Catalogue of Life.